# Церковь Снегов
Часовня Снегов (англ. Chapel of the Snows) — внеконфессиональная христианская церковь-капелла в Антарктике, одно из самых южных культовых сооружений в мире.
Относится к ведению американской антарктической станции Мак-Мердо, расположенной на острове Росса в новозеландской зоне интересов. Является самым южным зданием религиозного назначения в мире, до недавних пор являлась и самым южным культовым сооружением вообще. В настоящее время на большей (приблизительно на 1 минуту) южной широте расположена только католическая часовня пещерного типа, вырубленная в ледяном массиве в зоне аргентинской базы «Бельграно II».
В церкви регулярно ведутся службы по католическому и протестантскому (англиканскому) обрядам. В летний (для южного полушария) период службы проводятся священниками соответствующих конгрегаций на вахтовой/ротационной основе; католические священники предоставляются архиепархией Новой Зеландии, а протестантские — Военно-воздушными силами Национальной гвардии США. Помимо основных двух конгрегаций, в Церкви Снегов по договоренности лидеров соответствующих групп проводятся службы и встречи представителей других конфессий и вер (включая мормонов, буддистов и бахаистов), и даже нерелигиозных групп (например, «анонимных алкоголиков»).

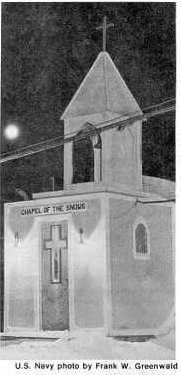
Старое здание церкви в 1966 году

Исходно церковь была основана в 1956 году, однако старое здание (на илл. слева) сгорело в 1978 году и было заменено временной часовней. Новое здание, вмещающее до 63 прихожан/посетителей, было возведено летом 1988—1989 годов и освящено 20 января 1989 года в ходе службы, собравшей около 80 человек, возглавляемой капелланом Вспомогательных сил ВМС США в Антарктике лейтенантом М. Брэд Йортоном при участии о. Джерарда Крейга из церкви Hoon Hay Parish в Крайстчёрче (Новая Зеландия). После введения в действие нового здания церкви временную постройку (впоследствии сгоревшую в шторм в мае 1991 года) использовали под другие нужды.

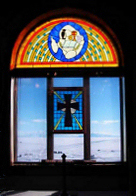
Витражи церкви

При частичном сходстве архитектуры со старой церковью, новая была украшена витражами с символикой ледяного континента (на илл. справа). Кроме того, в ней хранятся сувениры, связанные c участием военно-морского флота США в организации и оснащении американской антарктической программы в 1955—1956 годах в ходе миссии Deep Freeze, а в летний сезон — также привозимый приезжающими на очередную сессию служения священниками и используемый в рождественской службе серебряно-золотой потир, известный как Erebus Chalice, пожертвованный Церкви вдовой Роберта Скотта и именуемый в честь одного из кораблей экспедиции Джеймса Росса. В зимний сезон потир хранился в Кафедральном соборе Крайстчёрча (Новая Зеландия), а после его разрушения от землетрясения в 2011 году — там же в местной католической школе.
Алтарь церкви также связан с именем Роберта Скотта и пожертвован Церкви Снегов церковью St. Saviour’s Chapel в Литтелтоне (Новая Зеландия), где Скотт молился перед стартом экспедиции «Терра-Нова».